# Madeveli
Madeveli är en ö i Huvadhuatollen i Maldiverna.  Den ligger i administrativa atollen Gaafu Dhaalu atoll, i den södra delen av landet, 415 km söder om huvudstaden Malé. Ön har vägförbindelse till grannön Hoandehdhoo.